# Campeonato Europeu de Patinação Artística no Gelo de 1949
O Campeonato Europeu de Patinação Artística no Gelo de 1949 foi a quadragésima primeira edição do Campeonato Europeu de Patinação Artística no Gelo, um evento anual de patinação artística no gelo organizado pela União Internacional de Patinação (em inglês:  International Skating Union) onde os patinadores artísticos competem pelo título de campeão europeu. A competição foi disputada entre os dias 28 de janeiro e 30 de janeiro, na cidade de Milão, Itália.

## Eventos
- Individual masculino
- Individual feminino
- Duplas

## Medalhistas
| Evento                        | Ouro                                 | Prata                                 | Bronze                                         |
| Individual masculino detalhes | Edi Rada · Áustria                   | Ede Király · Hungria                  | Helmut Seibt · Áustria                         |
| Individual feminino detalhes  | Eva Pawlik · Áustria                 | Alena Vrzáňová · Tchecoslováquia      | Jeannette Altwegg · Reino Unido                |
| Duplas detalhes               | Andrea Kékesy · Ede Király · Hungria | Marianne Nagy · László Nagy · Hungria | Herta Ratzenhofer · Emil Ratzenhofer · Áustria |

## Resultados

### Individual masculino
| Pos.              | Nome          | Nacionalidade   |
| ----------------- | ------------- | --------------- |
| Medalha de ouro   | Edi Rada      | Áustria         |
| Medalha de prata  | Ede Király    | Hungria         |
| Medalha de bronze | Helmut Seibt  | Áustria         |
| 4                 | Carlo Fassi   | Itália          |
| 5                 | Vladislav Čáp | Tchecoslováquia |
| 6                 | Zdeněk Fikar  | Tchecoslováquia |

### Individual feminino
| Pos.              | Nome                  | Nacionalidade   |
| ----------------- | --------------------- | --------------- |
| Medalha de ouro   | Eva Pawlik            | Áustria         |
| Medalha de prata  | Alena Vrzáňová        | Tchecoslováquia |
| Medalha de bronze | Jeannette Altwegg     | Reino Unido     |
| 4                 | Jiřína Nekolová       | Tchecoslováquia |
| 5                 | Dagmar Lurchova       | Tchecoslováquia |
| 6                 | Bridget Shirley Adams | Reino Unido     |
| 7                 | Jacqueline du Bief    | França          |
| 8                 | Barbara Wyatt         | Reino Unido     |
| 9                 | Valda Osborn          | Reino Unido     |
| 10                | Andrea Kékesy         | Hungria         |
| 11                | Lilly Fuchs           | Áustria         |
| 12                | Beryl Bailey          | Reino Unido     |
| 13                | Joan Lister           | Reino Unido     |
| 14                | Susi Giebisch         | Áustria         |
| 15                | Helga Haid            | Áustria         |
| 16                | Grazia Barcellona     | Itália          |

### Duplas
| Pos.              | Nome                                 | Nacionalidade   |
| ----------------- | ------------------------------------ | --------------- |
| Medalha de ouro   | Andrea Kékesy / Ede Király           | Hungria         |
| Medalha de prata  | Marianne Nagy / László Nagy          | Hungria         |
| Medalha de bronze | Herta Ratzenhofer / Emil Ratzenhofer | Áustria         |
| 4                 | Bela Zachová / Jaroslav Zach         | Tchecoslováquia |
| 5                 | Suzanne Gheldolf / Jacques Renard    | Bélgica         |
| 6                 | Jennifer Nicks / John Nicks          | Reino Unido     |
| 7                 | Margot Walle / Allan Fjeldheim       | Noruega         |
| 8                 | Elly Stärck / Harry Gareis           | Áustria         |
| 9                 | Grazia Barcellona / Carlo Fassi      | Itália          |
| 10                | Eliane Steineman / André Calame      | Suíça           |
| 11                | Pamela Davis / Peter Scholes         | Reino Unido     |
| 12                | Silva Palme / Marco Lajovic          | Iugoslávia      |

## Quadro de medalhas
| Ordem | País            | Medalha de ouro | Medalha de prata | Medalha de bronze |   | Ordem por total |
| ----- | --------------- | --------------- | ---------------- | ----------------- | - | --------------- |
| 1     | Áustria         | 2               |                  | 2                 | 4 | 1               |
| 2     | Hungria         | 1               | 2                |                   | 3 | 2               |
| 3     | Tchecoslováquia |                 | 1                |                   | 1 | 3               |
| 4     | Reino Unido     |                 |                  | 1                 | 1 | 3               |
| TOTAL | TOTAL           | 3               | 3                | 3                 | 9 | —               |